# Beerst
Beerst est une section de la ville belge de Dixmude située en Région flamande dans la province de Flandre-Occidentale. C'était une commune à part entière avant la fusion des communes de 1977 qui avait elle même intégré la commune de Keiem en 1971.

## Démographie

### Évolution démographique avant la fusion de 1971
- Sources : INS, Rem. : 1831 jusqu'en 1970 = recensements[2].

### Évolution démographique: commune fusionnée de 1971 à 1977
- Sources : INS, Rem. : 1831 jusqu'en 1970 = recensements, 1976 = nombre d'habitants au 31 décembre[2].

## Histoire
Le 19 octobre 1914, l'armée impériale allemande exécute 14 civils lors des atrocités allemandes commises au début de l'invasion.